# Molompize
Molompize (okzitanisch Molompise) ist eine französische Gemeinde mit 272 Einwohnern (Stand 1. Januar 2022) im Département Cantal in der Region Auvergne-Rhône-Alpes (vor 2016 Auvergne). Sie gehört zum Arrondissement Saint-Flour und zum Kanton Saint-Flour-1. Die Einwohner werden Molompizois genannt.

## Lage
Molompize liegt am Alagnon, etwa 58 Kilometer ostnordöstlich von Aurillac.
Nachbargemeinden sind Auriac-l’Église im Norden, Massiac im Nordosten und Osten, Bonnac im Südosten und Süden sowie Charmensac im Westen und Nordwesten.

## Bevölkerungsentwicklung
| Jahr                       | 1962 | 1968 | 1975 | 1982 | 1990 | 1999 | 2006 | 2011 | 2019 |
| -------------------------- | ---- | ---- | ---- | ---- | ---- | ---- | ---- | ---- | ---- |
| Einwohner                  | 520  | 484  | 387  | 407  | 341  | 285  | 292  | 303  | 281  |
| Quellen: Cassini und INSEE |      |      |      |      |      |      |      |      |      |

## Sehenswürdigkeiten
- Kirche Sainte-Foy, Monument historique seit 2006
- Kapelle Notre-Dame in Vauclair, Monument historique seit 1921
- Kapelle Notre-Dame-de-Bon-Secours
- Burgruine Aurouze, seit 1972 Monument historique

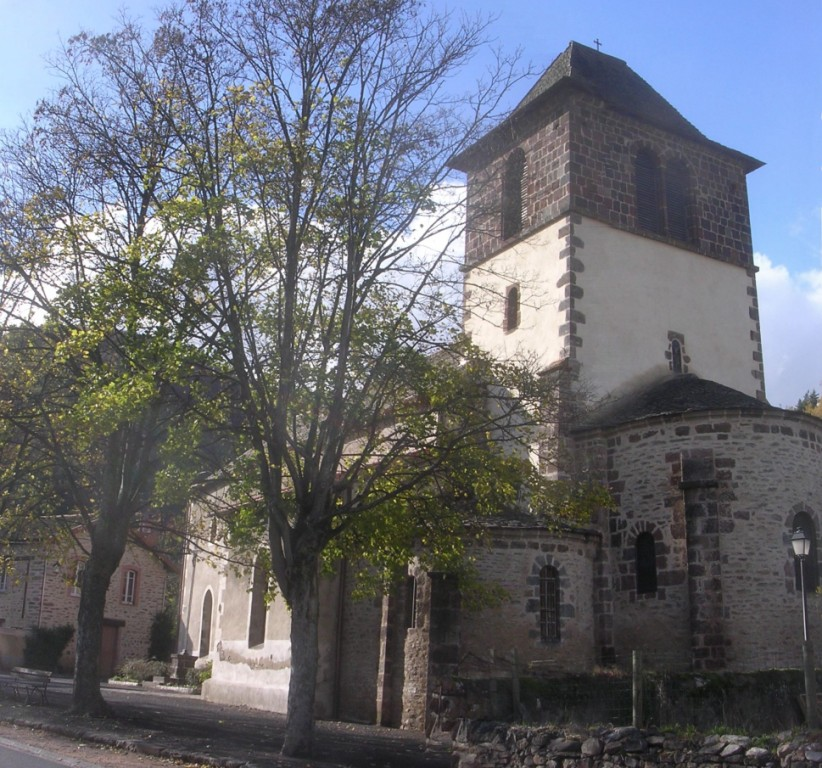
Kirche Sainte-Foy
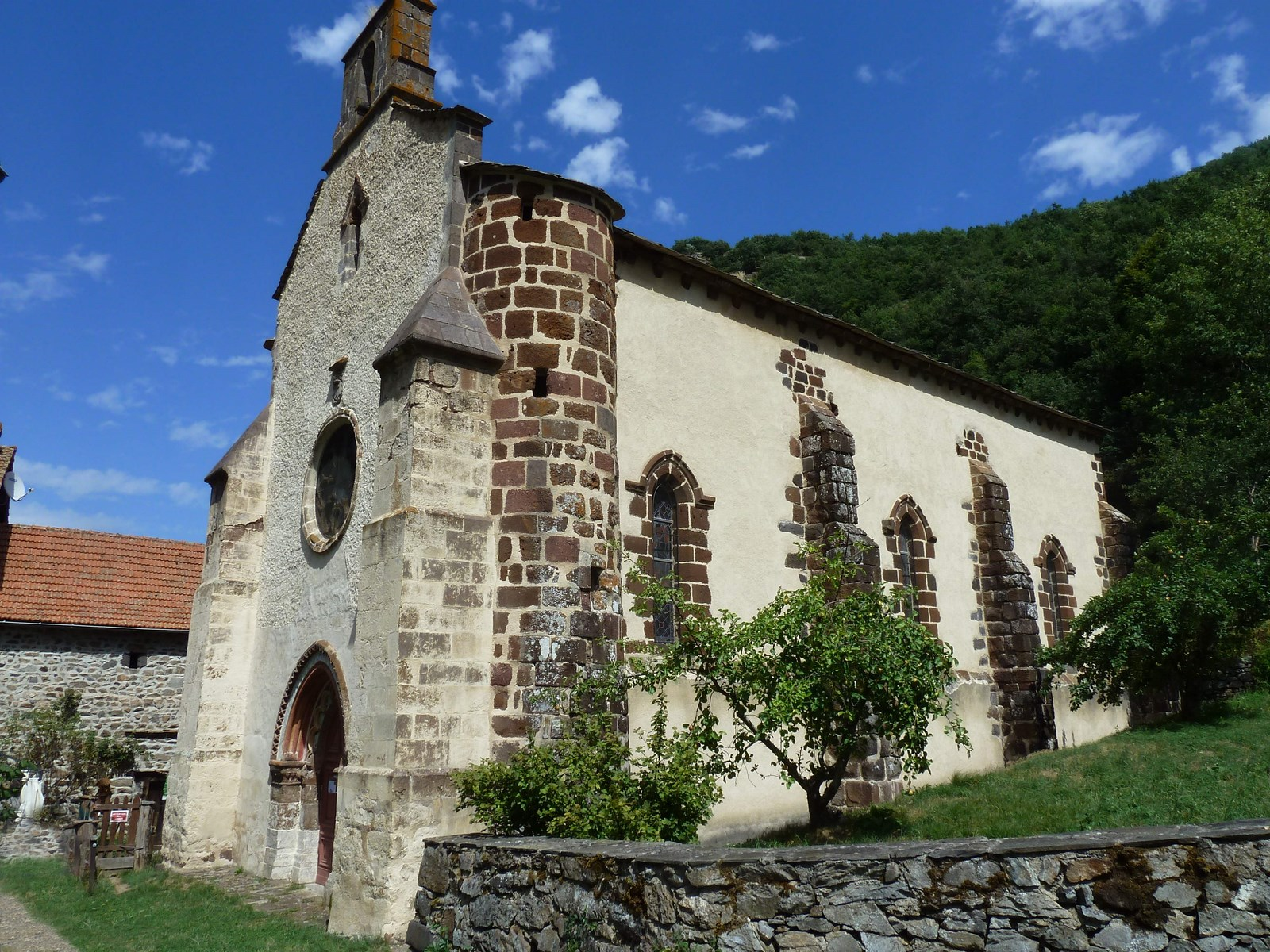
Kapelle Notre-Dame in Vauclair
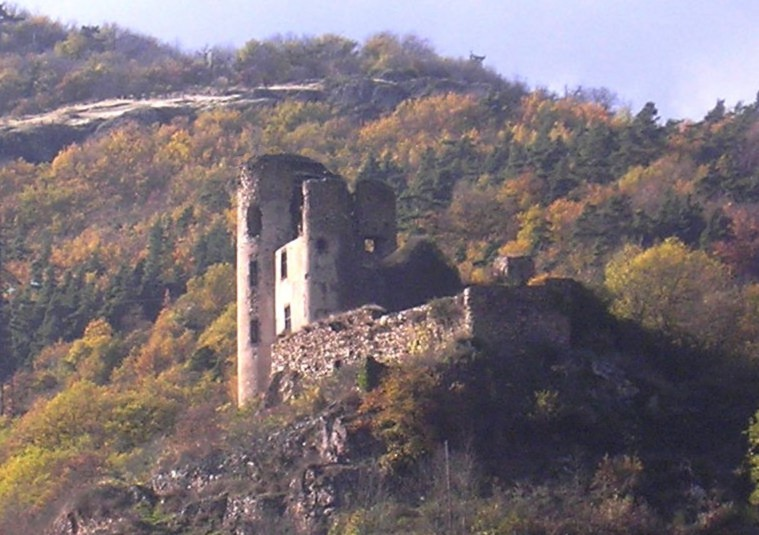
Burgruine Aurouze